# كيفن ريان (سياسي)
كيفن ريان (بالإنجليزية: Kevin Ryan)‏ هو لاعب اتحاد الرغبي وملاكم ولاعب دوري الرغبي وسياسي أسترالي، ولد في 26 أغسطس 1934 بإبسوتش في أستراليا. حزبياً، نشط في حزب العمال الأسترالي. وقد انتخب عضو الجمعية التشريعية نيو ساوث ويلز.